# Callionymus margaretae
Callionymus margaretae, tên thông thường là cá đàn lia Margaret, là một loài cá biển thuộc chi Callionymus trong họ Cá đàn lia. Loài này được mô tả lần đầu tiên vào năm 1906.

## Phân bố và môi trường sống
C. margaretae có phạm vi phân bố ở Tây Ấn Độ Dương. Loài này được chia thành 2 phân loài: phân loài thứ nhất được tìm thấy từ phía nam vịnh Ba Tư và vịnh Oman về phía đông đến bờ biển Pakistan; phân loài thứ hai được tìm thấy tại bờ biển phía tây và đông nam của Ấn Độ. C. margaretae sống trên đáy cát, được ghi nhận ở độ sâu khoảng từ 22 đến 107 m.

## Mô tả
Chiều dài tối đa được ghi nhận ở C. margaretae là khoảng 16 cm. C. margaretae là loài dị hình giới tính. Thân có một hàng đốm màu nâu sẫm nằm bên dưới đường bên, và có các mảng đốm lớn màu đen dọc lưng. Đường bên kéo dài từ mắt đến cuối tia vây đuôi thứ 4. Đầu của cá đực có nhiều chấm màu nâu sẫm. Vây lưng thứ nhất của cá mái có nhiều chấm đen, trong khi ở cá đực, các chấm này hợp lại thành các dải sọc đen. Vây lưng thứ hai cũng có nhiều chấm đen ở cả hai giới. Vây hậu môn có viền đen ở cả hai giới. Vây đuôi dài và nhọn, nhiều đốm nâu. Rìa dưới của vây đuôi có dải màu đen.
Số gai ở vây lưng: 4; Số tia vây mềm ở vây lưng: 9; Số gai ở vây hậu môn: 0; Số tia vây mềm ở vây hậu môn: 8; Số tia vây mềm ở vây ngực: 16 - 21; Số gai ở vây bụng: 1; Số tia vây mềm ở vây bụng: 5.
Thức ăn của C. margaretae là các loài động vật không xương sống.